# Zombie Strip
Zombie strip (рус. Издание зомби или полоса зомби) — в английском языке это комикс-серия, которая продолжает публиковаться несмотря на то что, создатель или один из создателей её скончался. В большинстве случаев они принадлежат родственникам автора и часто критикуются за отсутствие искры, так как создатель уже не может продолжать далее успешный сценарий. Часто обычная серия превращается в зомби по причине желания сохранить выгодный бизнес, поскольку это может принести родственникам создателя и издательству немалые деньги. На заре развития комикс-индустрии это было обычным делом и не вызывало никаких противоречий. Одним из первых известных авторов, кто отказался от подобной традиции, был Джордж Херриман, который настаивал на том, чтобы его серия Krazy Kat ни в коем случае не была продолжена после его смерти.
Практика зомби-изданий обычно критикуется нынешним поколением авторов, например такими как Уилл Уотерсона и Стивен Пастис. Пастис также отразил подобную мысль в своём комиксе «Pearls Before Swine» в 2005 году.

Многие читатели призывают: «Откройте двери для новой крови», так как творчески эти издания уже давно мертвы. Но так или иначе, «восьмидесятилетний» персонаж Blondie нашёл, похоже, чернильный фонтан молодости и издание выглядит самым живым из мёртвых, несмотря на смерть создателя в 1973 году. Washington Post. 16 сентября 2009 года
Основным аргументом критики этого явления приводят то, что часто после смерти автора издание уже теряет свою оригинальную искру и авторское вдохновение, так как издатели просто продолжают повторять основные гэги и сюжетные линии произведения, а стиль рисовки заметно отличается от традиционного. Впрочем, подобные претензии часто предъявляют и тем произведениям, где автор ушёл на пенсию или передал права другим авторам. Другим аргументом является то, что зомби-серии превращают индустрию комиксов в бизнес и заполняют то место, которое могло быть отдано под новые и многообещающие издания.
К зомби-сериям причисляют «Blondie», «Деннис Мучитель», «B.C.», «The Wizard of Id», «Френк и Эрнест», «Hi and Lois», «Hägar the Horrible», «The Family Circus», «Barney Google and Snuffy Smith», и «Ginger Meggs». Также этим термином называл уже несуществующие серии «Terry and the Pirates», «Little Orphan Annie», и «Brenda Starr».